# Compsodrillia petersoni
Compsodrillia petersoni é uma espécie de gastrópode do gênero Compsodrillia, pertencente à família Pseudomelatomidae.